# Ilja Siegałowicz
Ilja Walentinowicz Siegałowicz (ur. 13 września 1964 w Gorkim, zm. 27 lipca 2013 w Londynie) – współtwórca rosyjskiej wyszukiwarki internetowej Yandex. Był dyrektorem ds. technologii i dyrektorem Yandexu od 2000 roku aż do śmierci w 2013.

## Działalność zawodowa
Absolwent geofizyki w Moskiewskim Instytucie Badań Geologicznych im. S. Ordżonikidzego.
Swoją karierę rozpoczął od pracy przy technologiach wyszukiwania informacji w 1990 roku w Arkadia Company, którą założył jego szkolny kolega Arkadij Wołoż. Siegałowicz prowadził w Arkadii zespół tworzący oprogramowania. W latach 1993–2000, Ilja Siegałowicz prowadził dział RS (retrieval systems) w CompTek International. W 2000 roku opuścił CompTek i rozpoczął pracę w Yandex.

## Działalność społeczna
Siegałowicz współtworzył i wspierał Centrum Rehabilitacji Sztuką Dzieci Marii dla sierot i dzieci ze specjalnymi potrzebami.